# Peter Joseph du Plat (Deichgraf)
Peter Joseph du Plat (* 14. März 1728 in Löhrstorf; † 24. April 1782 in Uthlede) war ein kurhannoverscher Kartograf und Oberdeichgraf.

## Leben
Er entstammte dem französischen Adelsgeschlecht du Plat, dessen erster Vertreter in Deutschland ab 1697 sein GroßvaterPierre Joseph du Plat (1657–1709) war, Stammvater der hannoverschen Linie. Mitglieder dieser deutschen Linie traten wiederum in königlich dänische und britische Dienste. Plat war der Sohn des kurhannoverschen Offiziers und Kartografen Pierre Joseph du Plat (1691–1753) und der Löhrstorfer Gutsverwaltertochter Engel Justina Janus (1700–??). Sein älterer Bruder Generalleutnant Georg Josua du Plat (1722–1795) und seine beiden jüngeren Brüder Generalleutnant Johann Wilhelm du Plat (1735–1806) und Generalleutnant Anton Heinrich du Plat (1738–1791) waren alle wie er kurhannoversche Kartografen. Er wurde am 18. März 1728 in der Kirche zu Neukirchen getauft.
Plat war zunächst kurhannoverscher Kammer-Conducteur (Kartograf), später Oberdeichgraf in Aumund für den Raum Vegesack im Herzogtum Bremen.
Plat heiratete am 29. Juli 1759 in Jork Anna Dorothea Feind(t) (* 22. Januar 1738 in Jork; † 23. März 1811 ebenda). Aus dieser Ehe entstammten die vier Söhne Peter Joseph (1761–1824), königlich hannoverscher Generalmajor, der kurhannoversche Leutnant Ernst Friedrich (1767–1794), Johann Heinrich (1769–1852), königlich dänischer Generalmajor und Kartograf, und der königlich dänische Generalmajor Christian Claude (1770–1841) sowie die beiden Töchter Anna Dorothea Helena (1773–1845) und Bernhardine Antoinette du Plat (1774–??).